# 바르다크주
마이단와르다그주(파슈토어: د وردکو ولايت, 다리어: استان وردک)는 아프가니스탄의 중부에 있는 주이다. 면적 8,938.13 km2, 인구 387,800명(2004년), 주도는 마이단하르이다.
주민은 7만명이다. 70%가 파슈툰족, 20%가 하자라족, 10%가 기타이다. 바르다크 주의 주민들은 대부분 파슈토어를 사용한다.

## 같이 보기
- 아프가니스탄의 주